# 18121 Konovalenko
18121 Konovalenko este un asteroid din centura principală de asteroizi.

## Descriere
18121 Konovalenko este un asteroid din centura principală de asteroizi. A fost descoperit pe 4 iulie 2000 la Stația Anderson Mesa în cadrul programului LONEOS. Asteroidul prezintă o orbită caracterizată de o semiaxă mare de 3,23 ua, o excentricitate de 0,23 și o înclinație de 1,0° în raport cu ecliptica.